# Los Gandules
Los Gandules est un groupe de musique espagnol. 

## Discographie
- Sillonbol Stars
  1. Paul Newman se pone farruco
  2. Cacerolas
  3. El hombre y la finca
  4. Bayas, bayas
  5. Blas en frac
  6. El gorrión pasa
  7. Que peste a pinreles
  8. Sin papeles
  9. Serie de sobremesa
  10. El speed de González
  11. Rober Redford saluda
  12. Yaestanahí
  13. Orrop nu etzah, oit, he
  14. La china no se quema
  15. Desde luego no
  16. Miguel Ángel
  17. Denominación de origen
  18. Tate quieto
  19. Los Gandules componen
  20. Paté de pato
  21. He potado en la noria
  22. Eran dos punkies requetefinos

- Sillonbol Kings:
  1. Robert deNiro se pone farruco
  2. No te tires
  3. Carroña
  4. Rocky Balbucea VI
  5. Batman, Robin
  6. Punset no va al grano
  7. Verano gandul
  8. La Década Apestosa mix
  9. Los gandules van a Eurovisión
  10. Purulento es el pus
  11. Katastrophen
  12. Malos tiempos para Sergei
  13. Pasión leguminosa
  14. Lucas el entrañable
  15. Los Gandules ven La 2
  16. Barbillas brillantes
  17. Hellraiser
  18. Barbillas brillantes al ralentí
  19. Cuídame el gato
  20. Cabezada monumental
  21. Esquimal fatal
  22. Desliz con tu prima
  23. A la sombra de un pepino
  24. Bonobus track

- Sillonbol Heroes:
  1. Takeshi Kitano se pone farruco
  2. El melón de acero (la tapia)
  3. Pulpo un poco pocho
  4. Calamar o paloma
  5. Tobo se baña
  6. Todo lo que quiso saber sobre el románico y nunca se atrevió a preguntar
  7. Los Gandules juegan a las adivinanzas
  8. Hostelería montisonense
  9. Achtung bomben!
  10. La década apestosa mix 2
  11. ¿De qué me han servido todos estos años de carrera y MIR?
  12. Mala gana
  13. Water turco
  14. La rebelión de los salados
  15. Si Gagarin levantara el casco
  16. Dr. Oliver Rodés, supongo
  17. Obstetricia en Bucarest
  18. Pienso, luego Egipto
  19. Caro primo
  20. El flotar se va a acabar
  21. Tigretón
  22. La mantelería
  23. Los funcionarios también lloran
  24. Salta la banca en la droguería
  25. Culebra letal
  26. Dun polígloto
  27. Bonobús track